# 轸溪镇
轸溪镇，原为轸溪乡，是中华人民共和国四川省乐山市沙湾区下辖的一个乡镇级行政单位。2019年12月，撤乡设镇，以原轸溪乡和原龚嘴镇龚嘴社区、金牛村、万坪村、长江村、杨岗村、刘沟村1至13组所属行政区域为轸溪镇的行政区域。

## 行政区划
轸溪镇下辖以下地区：
轸溪社区、富民村、双山村、轸溪村、寨子村和红岩村。